# Sphère d'influence (trou noir)
Pour les articles homonymes, voir Sphère d'influence (homonymie).
La sphère d'influence (en anglais : sphere of influence) d'un trou noir supermassif est la région dans laquelle son potentiel gravitationnel domine celui de la galaxie où il se trouve.
Le rayon de la sphère d'influence est appelé le "rayon d'influence (gravitationnel)". 
Il existe deux définitions d'usage courant pour le rayon de la sphère d'influence.
La première est donnée par :
{\displaystyle r_{h}={\frac {GM_{\rm {BH}}}{\sigma ^{2}}}}
où :
- {\displaystyle M_{\rm {BH}}} est la masse du trou noir ;
- {\displaystyle \sigma } est la dispersion de vitesse stellaire du bulbe galactique ;
- {\displaystyle G} est la constante gravitationnelle.

L'autre définition est le rayon pour lequel la masse contenue dans les étoiles est égale à deux fois MBH, c'est-à-dire :
{\displaystyle M_{\star }(r<r_{h})=2M_{\rm {BH}}}.
Le choix de la définition appropriée dépend du problème posé. La première définition prend en compte l'effet global du bulbe sur la vitesse d'une étoile, puisque {\displaystyle \sigma } est en partie déterminé par des étoiles qui se sont déplacées loin du trou noir. La seconde compare plutôt la gravité du trou noir et celle des étoiles.
Il s'agit là de la sphère d'influence minimum avec un pouvoir de résolution bien déterminé, afin que la masse du trou noir soit définie de façon dynamique. 

## Influence de la rotation
Si le trou noir est en rotation, il existe un second rayon d'influence associé à la rotation. Il s'agit du rayon à l'intérieur duquel l'effet Lense-Thirring du trou noir est plus important que les moments newtoniens entre les étoiles. À l'intérieur de la sphère d'influence de rotation, les orbites stellaires sont en précession à peu près au taux de l'effet Lense-Thirring ; alors qu'en dehors de cette sphère, les orbites évoluent principalement à cause des perturbations d'autres étoiles. En supposant que le trou noir de la Voie lactée ait une rotation maximale, le rayon d'influence de la rotation serait d'environ 0,001 parsec, alors que le rayon d'influence gravitationnelle est d'environ 3 parsecs.